# Victor Tatarevic
 (décembre 2009).
Si vous disposez d'ouvrages ou d'articles de référence ou si vous connaissez des sites web de qualité traitant du thème abordé ici, merci de compléter l'article en donnant les références utiles à sa vérifiabilité et en les liant à la section « Notes et références ».
Victor Tatarevic est un karatéka belge, membre de l’équipe nationale belge de karaté de 1969 à 1973.
Il a quitté l’équipe nationale en 1973 à la suite des nouveaux règlements internationaux en raison de sa nationalité yougoslave. Il pratique toujours le karaté dans la province de liège Belgique.[réf. nécessaire]

## Titres
- Médaillé de bronze aux championnats d’Europe par équipe en 1969 ;
- Médaillé de bronze en moins de 68 kg.en 1972